# Xbox One

Logo konsoli

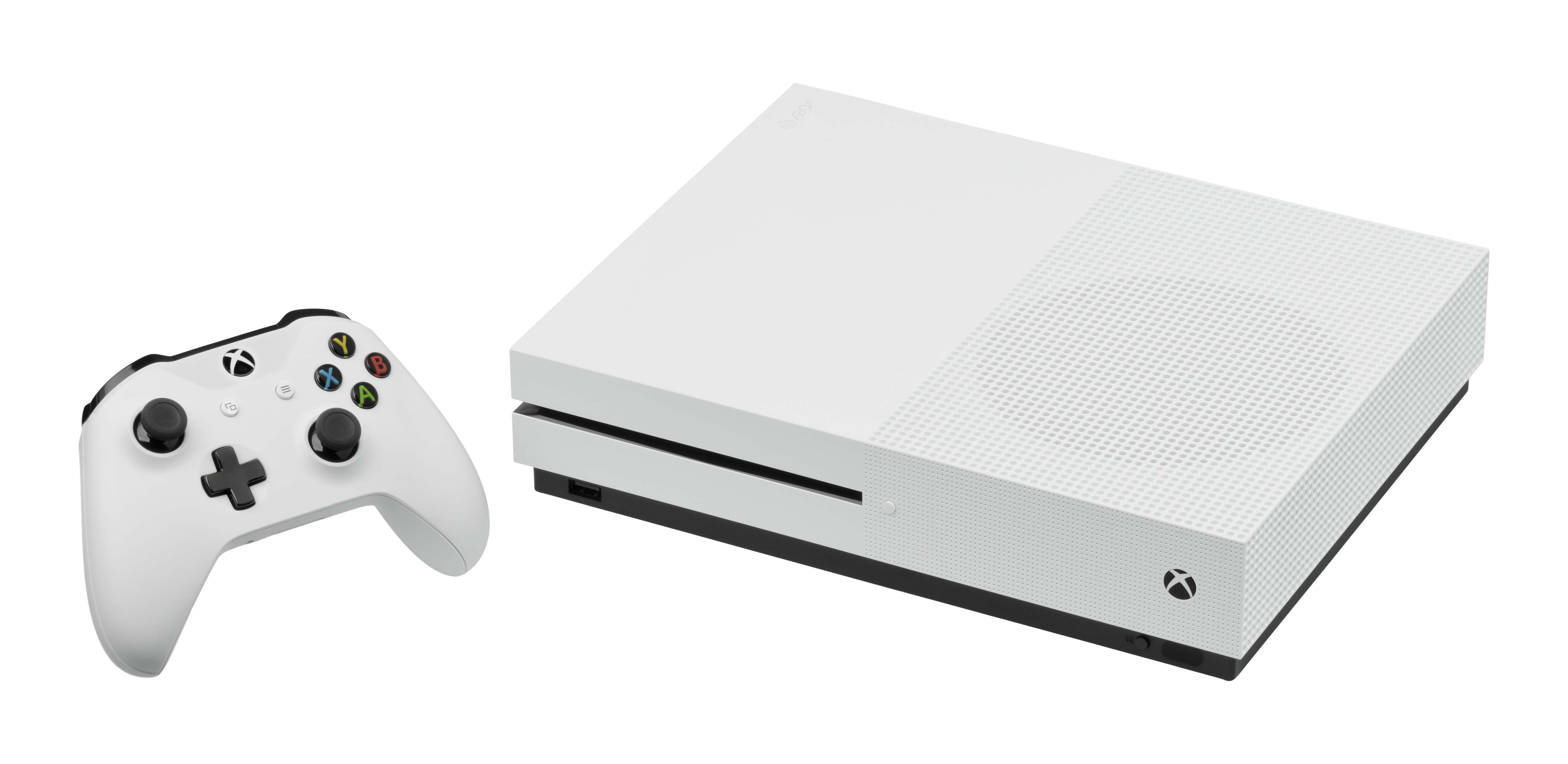
Konsola w wersji „S”

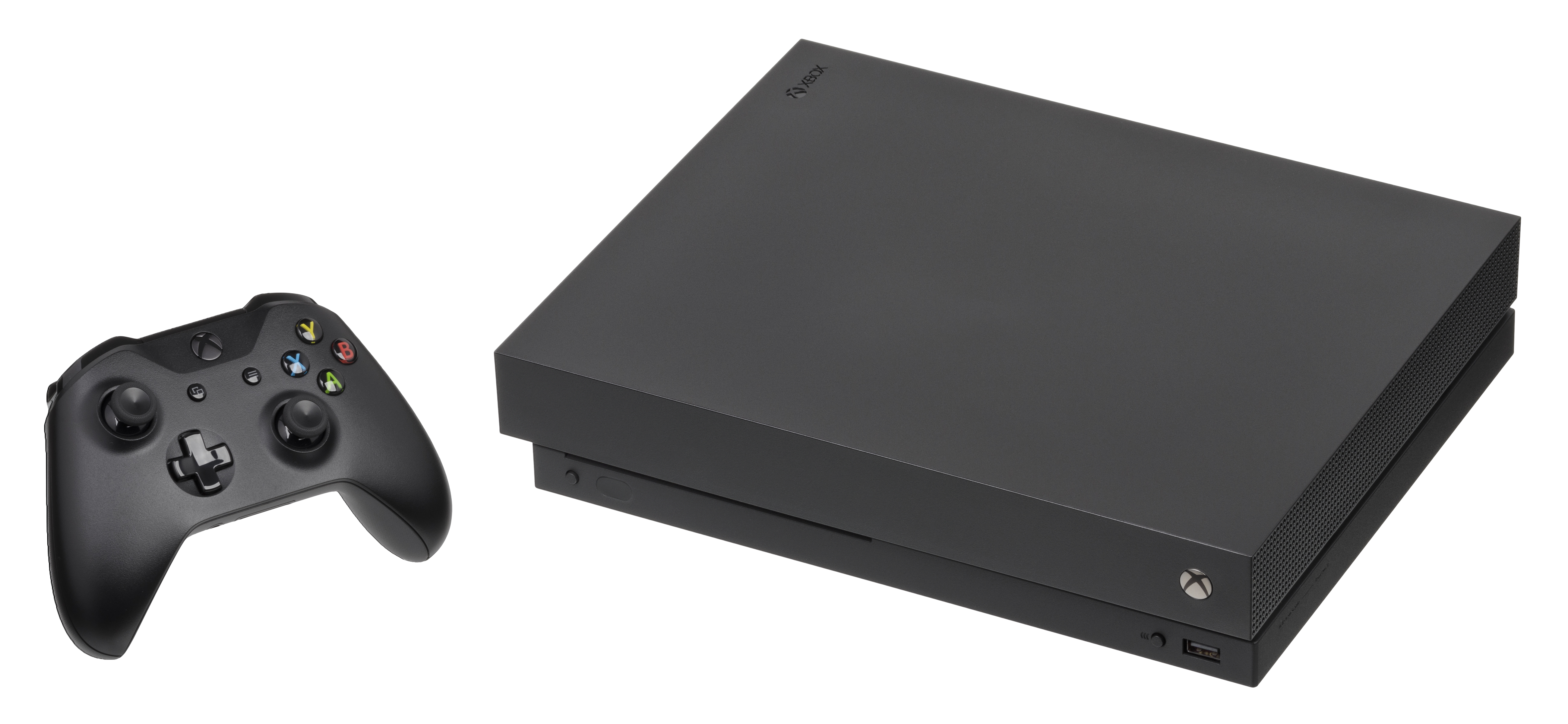
Konsola w wersji „X”

Xbox One (wym. [ˌɛksbɒks ˈwʌn]) – trzecia generacja konsol gier wideo wyprodukowanych przez przedsiębiorstwo Microsoft. Oficjalna prezentacja konsoli odbyła się 21 maja 2013 roku. 22 listopada 2013 sprzęt udostępniono w 13 państwach: Australii, Austrii, Brazylii, Kanadzie, Francji, Niemczech, Irlandii, Włoszech, Meksyku, Nowej Zelandii, Hiszpanii, Wielkiej Brytanii i Stanach Zjednoczonych. We wrześniu 2014 roku producent konsoli udostępnił produkt na kolejnych 26 rynkach. Konsola została wycofana z produkcji w 2021 roku.

## Opis
Xbox One jest następcą konsoli Xbox 360, jest także częściowo wstecznie kompatybilny z oprogramowaniem wydanym na nią. Konsola jest określana mianem systemu rozrywki zawierającego wszystkie domowe urządzenia medialne w jednym i będąca konkurencją dla takich platform jak np. Apple TV czy Google TV. Xbox One wraz z PlayStation 4, PlayStation Vita, Wii U, Nintendo 3DS oraz Nintendo Switch należy do ósmej generacji konsol.

## Historia
Początkowo następca Xboksa 360 był powszechnie określany jako "Xbox 720". Prace nad konsolą najprawdopodobniej rozpoczęto w maju 2011 roku. Oficjalny zestaw deweloperski nosił nazwę kodową Durango i udostępniono go dla deweloperom w połowie 2012 roku. Dokumenty, które wyciekły w 2012 roku, sugerowały, że nowa konsola miała zawierać ulepszony sensor Kinect, dostęp do gier i multimediów w chmurze oraz integrację z telefonami i tabletami. Dokumenty te sugerowały również, że Microsoft starał się wyeliminować możliwość grania w używane gry. Przed oficjalną premierą krążyła plotka, że następna konsola Xbox będzie urządzeniem wymagającym stałego połączenia z Internetem, chociaż Microsoft tego wówczas nie potwierdził.
Na konferencji prasowej 21 maja 2013 roku nowa konsola została publicznie zaprezentowana pod nazwą Xbox One i została zaprezentowana jako centrum domowej rozrywki. Wydarzenie skupiało się głównie na możliwościach multimedialnych urządzenia, demonstrując integrację z telewizją przez ponad 30 minut, zanim pokazano jakiekolwiek gry wideo przeznaczone na konsole. Prezentacje spotkała się z powszechną krytyką ze strony mediów branżowych oraz konsumentów. W wyniku negatywnych reakcji na majową prezentację, konferencja prasowa na targach E3 2013 skupiła się przede wszystkim na grach na nadchodzącą platformę. Podczas tego wydarzenia Microsoft ogłosił, że konsola zostanie wydana na 21 różnych rynkach 22 listopada 2013 roku, ale później zostało to zmienione do 13. We wrześniu 2014 roku konsola Xbox One została wydana na 26 rynkach, w tym na pozostałych rynkach w Europie, Japonii i na Bliskim Wschodzie.
Microsoft początkowo ogłosił inny schemat licencjonowania gier na Xbox One niż ten, który był używany w momencie premiery: wszystkie gry, w tym te zakupione w sprzedaży detalicznej, będą powiązane z kontem Xbox Live użytkownika. Użytkownicy mogli uzyskać dostęp do zakupionych gier z dowolnej innej konsoli Xbox One, grać w gry bez zainstalowanego dysku i zezwalać użytkownikom na "udostępnianie" swoich gier maksymalnie dziesięciu wyznaczonym członkom "rodziny". Jeśli wydawca zezwolił na wymianę lub odsprzedaż gry, użytkownicy mogli to zrobić u "licencjonowanych sprzedawców", a także mogli przekazać grę bezpośrednio dowolnemu znajomemu z usługi Xbox Live, który znajdował się na jego liście przez co najmniej 30 dni, ale tylko raz na grę. Aby zsynchronizować licencje, konsola musiałaby łączyć się z Internetem raz na 24 godziny; Jeśli konsola nie byłaby w stanie się połączyć z siecią, wszystkie gry byłyby wyłączone do czasu ponownego połączenia z Internetem.
W odpowiedzi na krytykę, Microsoft stwierdził, że wydawcy gier będą decydować, czy fizyczne kopie ich gier będą kwalifikować się do odsprzedaży, a także mogą nakładać ograniczenia lub opłaty aktywacyjne na używane kopie gier. Redaktor GameSpot, Tom McShea, stwierdził dalej, że Microsoft stał się antykonsumpcjonistą, próbując "ukarać swoich lojalnych klientów" surowymi restrykcjami. 19 czerwca 2013 roku, krótko po targach E3 2013, Microsoft ogłosił , że zmieni swoją politykę DRM Xbox One i model licencjonowania gier. Podobnie jak w przypadku konsoli Xbox 360, użytkownicy będą mogli udostępniać i odsprzedawać fizyczne gry bez ograniczeń, a poza obowiązkową aktualizacją oprogramowania w początkowym procesie konfiguracji konsoli, aby umożliwić odtwarzanie filmów Blu-ray i DVD, konsola nie będzie wymagać stałego połączenia z Internetem do działania. Zmiany te wymagały rezygnacji z funkcji udostępniania gier członkom rodziny oraz możliwości grania w gry bez dysku po instalacji. Dyrektor ds. produktu Xbox One, Marc Whitten, stwierdził, że funkcja udostępniania rodziny może powrócić w przyszłości, ale nie może zostać zaimplementowana w dniu premiery ze względu na ograniczenia czasowe. Microsoft wycofał się również z podobnie kontrowersyjnego wymogu, aby sensor Kinect był podłączony do konsoli Xbox One przez cały czas, aby urządzenia mogły działać.
13 czerwca 2016 r., podczas konferencji prasowej na targach E3 2016, Microsoft zaprezentował Xbox One S, nową wersję konsoli Xbox One z obsługą wideo HDR10 i 4K oraz wbudowanym zasilaczem i usuniętym portem na Kinect. Microsoft zapowiedział również high-endową wersję Xbox One z ulepszonymi podzespołami o nazwie kodowej "Project Scorpio", która została zaprezentowana i wydana w następnym roku jako Xbox One X. Równocześnie firma zakończyła produkcję podstawowego modelu konsoli oraz kontrolera Kinect 2.0. Firma Microsoft zaprezentowała Xbox One S All-Digital Edition 16 kwietnia 2019 roku, który został pozbawiony napędu. Konsolę wydano w maju tego samego roku.
Konsola została wycofana z produkcji w 2021 roku.

## Specyfikacja
- CPU: ośmiordzeniowy x86-64 oparty na mikroarchitekturze AMD „Jaguar” i taktowany z częstotliwością 1,75 GHz (w pierwotnych założeniach – 1,60 GHz), 2 MB współdzielonej pamięci podręcznej drugiego poziomu[36][37]
- GPU: procesor graficzny o częstotliwości taktowania wynoszącej 853 MHz (początkowo 800 MHz)[38] i składający się z jednostek obliczeniowych w architekturze GCN, ponadto mający wspólną przestrzeń adresową z rdzeniami x86-64. GPU zawiera 768 procesorów strumieniowych[39].
- RAM: 8 GB DDR3, 32 MB ESRAM[40]
- audio: 7.1
- HDD: 500 GB, 1 TB lub 2 TB[41], w wybranych zestawach SSHD[42]
- sieć: 1Gbps Ethernet oraz Wi-Fi 802.11n z Wi-Fi Direct
- interfejsy: wejście HDMI, wyjście HDMI, wyjście S/PDIF, SATA II (wewnętrzny), 3 porty USB 3.0
- kontroler: Kinect 2.0 (z kamerą 1080p), gamepad Xbox One, Xbox Elite lub Xbox One S[43][39]

## Kompatybilność wsteczna
12 listopada 2015 Microsoft udostępnił bezpłatnie możliwość uruchamiania gier z konsoli Xbox 360. Dzięki funkcji kompatybilności wstecznej, można uruchomić wiele tytułów niedostępnych wcześniej na tę konsolę. 11 czerwca 2017 na konferencji E3 Microsoft ogłosił, że wsteczna kompatybilność zostanie rozszerzona o gry z pierwszego Xboksa.

## Wersje sprzętowe

### Xbox One S
13 czerwca 2016 podczas targów E3 2016, Microsoft zaprezentował Xbox One S, nową wersję konsoli Xbox One w odświeżonej obudowie. Nowa obudowa wyróżnia się białym kolorem, jest 40% mniejsza od oryginalnej wersji oraz umożliwia pionowe umieszczenie konsoli. Pojemnościowe, dotykowe przyciski zostały zastąpione fizycznymi, boczny port USB oraz przycisk do synchronizacji kontrolerów zostały przeniesione na przednią część obudowy, zrezygnowano również z zewnętrznego zasilacza na rzecz zintegrowanego. Nowy model nie posiada również dedykowanego portu dla Kinecta, można go podłączyć za pomocą przejściówki na USB.
Nowa wersja umożliwia wyświetlanie filmów w rozdzielczości 4K (streaming sieciowy oraz odtwarzanie płyt Blu-ray 4K UHD). Zapewnia też wsparcie dla technologii High Dynamic Range. Gry mogą być tylko przeskalowane do rozdzielczości 4K.
Sprzęt jest dostępny w wersjach z dyskiem 500 GB, 1 TB oraz w specjalnej edycji z dyskiem 2 TB. Konsola trafiła do sklepów 2 sierpnia 2016.
7 maja 2019 została wydana wersja Xbox One S All-Digital, która pozbawiona jest napędu optycznego. Zapisy do gier są przechowywane w chmurze, a do konsoli dołączono cyfrowe wersje Minecrafta, Sea of Thieves oraz Forzy Horizon 3.

### Xbox One X
Druga rewizja konsoli, Xbox One X, ukazała się na rynku 7 listopada 2017. Sprzęt wyposażony został w mocniejsze podzespoły, umożliwiające wyświetlanie grafiki w rozdzielczości 4K.
6 kwietnia 2017 roku została ujawniona specyfikacja nowej odsłony konsoli. Sprzęt zawiera ośmiordzeniowy procesor taktowany częstotliwością 2,3 GHz, układ GPU z zegarem 1172 MHz o wydajności 6 TFLOPS, pamięć 12 GB GDDR5 o przepustowości 326 GB/s, a także dysk twardy o pojemności 1 TB oraz napęd Blu-ray 4K UHD.

## Następca konsoli
Podczas gali The Game Awards w 2019 roku podano szczegóły dotyczące następcy konsoli Xbox One – Xbox Series. Premiera konsoli odbyła się 10 listopada 2020 roku.